# Bigwig
Bigwig é uma banda de hardcore punk de Nova Jersey, formada em 1995. Eles são compostos de Josh Farrell (guitarra), John Castaldo (baixo), Tom Petta (guitarra / vocal) e Dan Rominski (bateria). Desde a sua criação, têm vindo a ganhar popularidade, tendo tocado / excursionado com bandas como Pennywise, Less Than Jake, Blink-182, The Ataris, The Vandals, New Found Glory, No Use for a Name, NOFX, The Suicide Machines , Agnostic Front, Lagwagon, e Reel Big Fish. Após o lançamento do seu álbum de 2001 Invitation to tragedy (Convite à tragédia), discussões  causaram mudanças na formação da banda a tiveram uma pausa de cinco anos. 
Ambos Josh Farrell e Tom Petta receberam créditos produtores em vários álbuns bem conhecidos. Tom Petta mais recentemente produziu o novo disco, intitulado "For Heaven's Sake" da banda canadense de punk rock Only Way Back, que está programado para ser lançado em dezembro de 2007. 
Seu álbum 4, Recclamation foi lançado em 7 de fevereiro de 2006 pela gravadora Fearless Records. 

## Formação original
- John Castaldo (bass)
- Josh Farrell (guitarra)
- Tom Petta (guitarra / vocal)
- Dan Rominski (drums)

## Formação atual
- Tom Petta (guitarra / vocal)
- Jeff Powers (guitarra / backing vocal)
- Zach Lorinc (bass)
- Dennis Pick (bateria)

## Ex-membros
- Max Bechard
- Matt Gray
- Brandon Biedenkapp
- Jeremy Hernandez
- Brent Hamer
- Tony Losardo
- Josh Marsh
- Christopher Revill
- Keith Yosco
- Parker Zitnik